# Fredric Bedoire
Kurt Fredric Bedoire, född 1 september 1945 i Stockholm, är en svensk arkitekturhistoriker. Han är hedersledamot av Konstakademien sedan 2007 och var vice preses 2016–18, ledamot av Jernkontorets bergshistoriska utskott sedan 2012. Professor emeritus.

## Utbildning
Bedoire blev filosofie kandidat vid Stockholms universitet i ämnena historia, konsthistoria och praktisk filosofi 1969, studerade vid Kungliga Konsthögskolans arkitekturskola 1971–1972 under Göran Lindahl och John Sjöström med den nordiska trästaden som tema, blev filosofie doktor vid Stockholms universitet 1974 och docent i konstvetenskap 1975.

## Karriär
Bedoire var amanuens vid Livrustkammaren 1968–69, vid Stockholms stadsmuseum 1970–1973, antikvarie vid Riksantikvarieämbetet med viss tjänstgöring vid kulturdepartementet 1974–78, universitetslektor och föreståndare i arkitekturhistoria vid Kungliga Tekniska högskolan 1978–1992 samt professor i arkitekturhistoria vid Kungliga Konsthögskolans arkitekturskola 1992–2012. Från 2013 till 2016 var han ledamot av Eva Bonniers donationsnämnd.

## Författarskap
Bedoire inledde sin bana som arkitekturhistoriker i början av 1970-talet då han dokumenterade rivningarna i Norrmalmsregleringens spår och hade en återkommande artikelserie "Dagens Rivning" i Dagens Nyheter 1971–1973.
Tillsammans med Henrik O Andersson gav han 1973 ut boken Stockholms byggnader, huvudstadens första arkitekturguide, som fram till 2012 utkom i omkring 60 000 exemplar. Hans specialområde var från början arkitektur från årtiondena kring sekelskiftet 1900 med doktorsavhandling om arkitekten Gustaf Wickman.
I början av 1970-talet hörde Bedoire till pionjärerna inom den moderna industriminnesvården med inriktning på 1800-talets och 1900-talets industriminnen och deltog i de första internationella industriminneskonferenserna och organiserade tillsammans med Marie Nisser den tredje (efter Ironbridge och Bochum) konferensen i Sverige 1978. Som lärare och forskare har han breddat sin inriktning med arbeten från medeltiden till idag och med särskild tyngd på de samhällshistoriska sammanhangen.

## Bibliografi

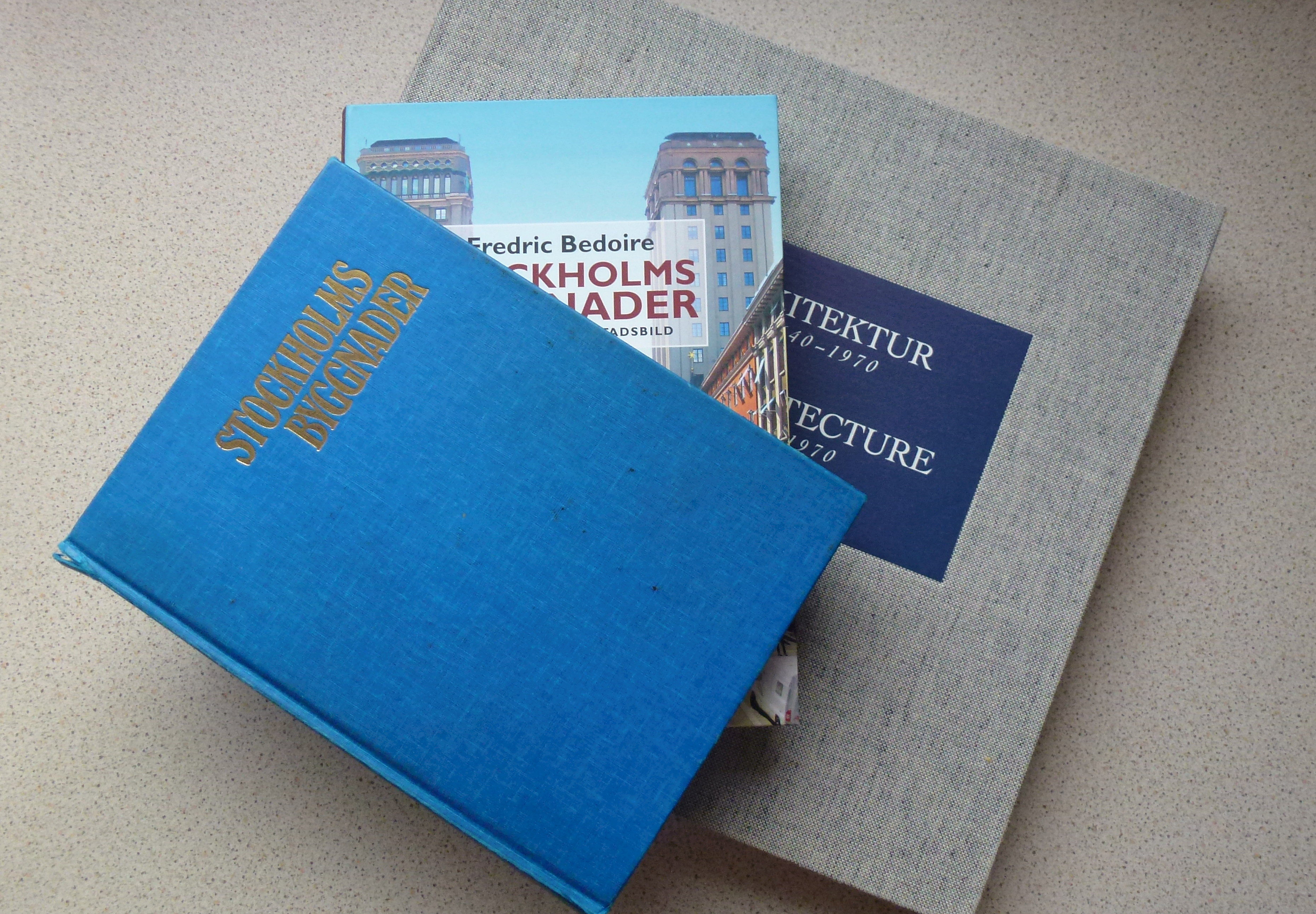
Några av Fredric Bedoires och Henrik O. publikationer.

## Priser och utmärkelser
- Bernspriset,  1987
- S:t Eriks plakett,  1989[4]
- Axel Hirschs pris,  2002[4]
- Sveriges Arkitekters kritikerpris,  2003
- Stora fackbokspriset,  2015[5]
- Stora historiepriset,  2016[6]
- Hans Majestät Konungens medalj i guld av 12:e storleken i högblått band,  2018[7]
- Kellgrenpriset,  2019[8]

[Redigera Wikidata]